# 堀出一郎
堀出 一郎 ほりで いちろう、1931年7月12日 - ）は、日本の経済学者。専門は経営学マーケティング、企業家論、企業行動論、経済学進化経済学。元TBSブリタニカ社長。元サントリー取締役・監査役・顧問。麗澤大学名誉教授。インターネット放送局ことのは顧問。

## 来歴
1949年3月、三重県立津中学校卒業、1950年3月、三重県立津高等学校卒業。1954年3月、一橋大学経済学部卒業。在学中は中山伊知郎に師事した。同年4月、大阪商船株式会社に入社。1962年2月サントリー株式会社へ転職。マーケティング室長・取締役国際本部長を経て、1985年TBSブリタニカ社長。1991年、サントリー株式会社役員監査役。1993年4月、麗澤大学国際経済学部国際経営学科教授、1996年4月同大学大学院国際経済研究科教授。2006年4月、麗澤大学名誉教授。
一橋大学商学部、京都大学経済学部、青山学院大学経営学部、専修大学商学部などで非常勤講師を務めた。

## 所属学会
- American Economic Association
- 日本基礎老化学会

## 著書
- 『市場開発の話』日本経済新聞社、1968年
- 『ヒット商品 : 新製品開発の舞台裏』日本経済新聞社、1975年3月
- 『実戦・国際マーケティング』日本経済新聞社、1985年6月
- 『国際マーケティング』中央経済社、1994年3月
- 『鈴木正三 : 日本型勤勉思想の源流』麗沢大学出版会、1999年5月
- 『グローバルマーケティング戦略』中央経済社、2003年5月
- 『実践国際ビジネス教本』財）世界経済情報サービス、2003年7月
- 『日本的経営の源流を尋ねて：経営思想の歴史的研究』麗澤大学出版会、2005年3月
- The Mercantile Ethical Tradition in Edo Period Japan: A Comparative Analysis with Bushido, Springer, 2019.

## 翻訳
- 『新製品開発の決め手』ディルマン・M.K.スミス、誠文堂新光社、1967年
- 共訳『競争経済下のマーケティング』レズリー・W.ロジャーズ、丸善、1973年
- 共訳『サミュエルソン経済学体系』第９巻、勁草書房、1979年
- 『リビングカンパニー』アリー・デ・グース、日経BP社、1997年
- 『イノベーション経営』カンター他、日経BP社、1998 年
- 『企業生命力改訳』アリー・デ・グース、日経BP社、2002年
- 監訳『グローバルに考える』ドナルド・シュール、麗澤大学出版会、2004年
- 監訳『経済の法則とは何か:マーシャルと現代』ジョン・サットン、麗澤大学出版会、2007年

## 論文
- 「海上運賃変動の一考察」『海運』1月号、1961年1月:40-46．
- 「企業の老化―企業組織理論への生物学的なアプローチ」『麗澤経済研究』第2巻、第2号、1994年9月:87-101.
- 「日本的経営システムを総点検する」『SUT Bulletin』6月号、1995年6月:3-11.
- 「企業組織の老化、衰退、再生」『麗澤経済研究』第3巻第2号、1995年9月:1-18．
- 「The Case of Entry of Newsweek into the Japanese News Magazine Market」『麗澤経済研究』第4巻第1号、1996年3月:1-13．
- 「三井家の伊勢一色居住説についてー三井家遠祖考―」『麗澤学際ジャーナル』第4巻第1号、1996年3月:1-21.
- 「老舗に見る経営者の役割」『麗澤経済研究』第4巻第2号、1996年9月:17-35.
- 「企業者概念を再考する」『麗澤経済研究』第5巻第2号、1997年9月:1-21.
- 「経営決断の最終決め手:直観、勇気、知恵」『麗澤経済研究』第6巻第2号、1998年9月:1-22.
- 「経営決断における合理性と非合理性」『麗澤経済研究』第7巻第2号、1999年9月:101-124。
- 「企業の老化と再生」『進化経済学論集』第4集、進化経済学会、2000年3月:272-275.
- 「Entrepreneurs and their Sidekicks」『麗澤経済研究』第8巻第1号、2000年3月:1-11.
- 「The House of Mitsui: its Secrets of its Longevity」『Journal of Marketing Theory and Practice』, Vol.8, No.2、:2000年8月：31-36.
- 「CEOの経営決断：何が決め手になるか」『麗澤経済研究』第8巻第2号、2000年9月:81-97.
- 「The Rise and Fall of the Business Firm: A Biological Approach」、Hills, Gerald E., et al, 2001,UIC Research at the Marketing /Entrepreneurship Interface Vol.12, IES, University of Illinois at Chicago College of Business Administration、2001年3月:305-314.
- 「経営環境変化と企業進化、産業進化」『進化経済学論集』第5集、進化経済学会、2001年3月:386-395.
- 「Entrepreneurship, and the Rise and Fall of the Firm: An Application of Biology into the Theory of the Firm」『麗澤経済研究』第9巻第1号、2001年3月:27-36.
- 「企業経営の本質にみる普遍性と不易性：経営革新の理論と創業期三井家の事例」、『麗澤経済研究』第9巻第2号、2001年9月:11-33.
- 「日本的経営の源流を尋ねて本佐録にみる経営思想」『麗澤経済研究』第10巻第2号、2002年9月:61-79.
- 「企業進化とイノベーション：なぜイノベーションが必要か」『進化経済学論集』第7集、進化経済学会、2003年3月:20-27.
- 「Emotion and Bounded Rationality in Entrepreneurial Decision Making: An Interdisciplinary Approach」『麗澤経済研究』第11巻1号、2003年3月:1-14.
- 「日本的経営の源流を尋ねて：手島堵庵『我津衛』『町人身代なをし』にみる経営思想」『麗澤経済研究』第11巻第2号、2003年9月:29-48.
- 「わが国における商人道・商業道徳の源流を尋ねて：鈴木正三から廣池千九郎まで」『ザ・インストアマーケティング・ジャーナル』第1巻第3号、2003年11月:12-19.
- 「On the Succession of Marketing Entrepreneurship in the House of Mitsui」『麗澤経済研究』第12巻第1号、2004年3月: 1-11.
- 「企業進化とコミュニケーション：人間性に希望がもてるよいコミュニケーションの実現」『宣伝会議』5月号、2004年5月:28-33.
- 「日本的経営の源流を尋ねて：鎌田一窓1721-1804）『売卜先生糠俵』『売卜先生糠俵後編』『雨のはれ間』『目の前』『有りべかかり』にみる経営思想」『麗澤経済研究』第12巻第2号、2004年9月:57-78.
- 「古典に学ぶ：アルフレッド・マーシャルの企業経営論」『麗澤経済研究』第13巻第2号、2005年9月:1-21.
- 「エトヴァス　ノイエス日々に新たに）：企業家佐治敬三1919-1999）」『麗澤経済研究』第14巻第1号、2006年3月:27-53.
- ”Etwas Neues: Keizou Saji, An Entrepreneur 1919-1999） Revised English Version）” Reitaku International Journal of Economic Studies, Vol.14, No.1, March 2006.Revised English Version, March 26, 2021）